# Kamionka (Łukowa)
Kamionka – część wsi Łukowa w Polsce, położona w województwie świętokrzyskim, w powiecie kieleckim, w gminie Chęciny.
W latach 1975–1998 Kamionka administracyjnie należała do województwa kieleckiego.